# Vila Seca (Armamar)
Vila Seca era una freguesia portuguesa del municipio de Armamar, distrito de Viseu.

## Historia
Fue suprimida el 28 de enero de 2013, en aplicación de una resolución de la Asamblea de la República portuguesa promulgada el 16 de enero de 2013 al unirse con la freguesia de Santo Adrião, formando la nueva freguesia de Vila Seca e Santo Adrião.